# Melanostolus nigricilius
Melanostolus nigricilius är en tvåvingeart som först beskrevs av Friedrich Hermann Loew 1871.  Melanostolus nigricilius ingår i släktet Melanostolus och familjen styltflugor. Inga underarter finns listade i Catalogue of Life.